# Vasilij Kolotov
Vasilij Fёdorovič Kolotov (in russo Василий Фёдорович Колотов?; Suchanovka, 6 ottobre 1944 – Pervomajskoje, 5 giugno 2001) è stato un sollevatore sovietico campione mondiale che gareggiò prevalentemente nella categoria dei pesi medio-massimi (fino a 90 kg.).

## Biografia
All'età di 15 anni andò a studiare in un istituto professionale di Pervoural'sk per diventare un meccanico e lì cominciò a praticare il sollevamento pesi.
Nel 1969 arrivò a vincere il suo primo titolo nazionale sovietico nella categoria dei pesi massimi leggeri e l'anno successivo, dopo essere passato alla categoria superiore dei pesi medio-massimi, partecipò ai Campionati europei di Szombathely, vincendo la medaglia d'argento con 527,5 kg. nel totale di tre prove, e ai Campionati mondiali di Columbus, dove riuscì a conquistare la medaglia d'oro con 537,5 kg. nel totale.
Nel 1971, con lo stesso risultato nel totale, ottenne la medaglia d'argento ai Campionati mondiali di Lima, battuto dal connazionale David Rigert (542,5 kg.).
Kolotov non poté partecipare alle Olimpiadi di Monaco di Baviera 1972 a causa di un infortunio, ma l'anno seguente fu nuovamente medaglia d'argento ai Campionati mondiali de L'Avana con 360 kg. nel totale di due prove, battuto anche questa volta da David Rigert (365 kg.).
Successivamente un nuovo infortunio al gomito costrinse Kolotov ad abbandonare l'attività agonistica, diventando allenatore di sollevamento pesi.
Nel corso della sua carriera sportiva stabilì nove record mondiali, tutti nei pesi medio-massimi, di cui due nella prova di strappo, tre nella prova di slancio e quattro nel totale di tre prove.
Morì all'età di 56 anni a Pervomajskoje, un villaggio del Nižneserginskij rajon, oblast' di Sverdlovsk, il 5 giugno 2001.